# Utopia (Teksas)
Utopia – jednostka osadnicza w Stanach Zjednoczonych, w stanie Teksas, w hrabstwie Uvalde.